# Twenty Five
Albums de George Michael
Patience
(2004) Symphonica
(2014)
Singles
1. An Easier Affair
Sortie : 2006
2. This Is Not Real Love
Sortie : 2006
3. Heal the Pain
Sortie : 2008 (en téléchargement uniquement)

Twenty Five est une compilation de chansons de George Michael et de Wham!, conçue à l'occasion des vingt-cinq ans de carrière de George Michael. Twenty Five est sorti en 2006 au Royaume-Uni, en Europe, au Canada, au Brésil et en Asie. La compilation est sortie deux ans plus tard aux États-Unis. En 2006, un DVD lui aussi intitulé Twenty Five rassemble quarante clips de George Michael et de Wham!.

## Composition de l'album
Twenty Five rassemble de célèbres chansons de George Michael et de son groupe Wham!, comme notamment Everything She Wants, Faith, Last Christmas ou One More Try. La compilation se présente sous la forme d'un double album. La première partie s'intitule « For Living » et contient une nouvelle chanson : An Easier Affair. La deuxième partie s'intitule « For Loving » et contient deux duos inédits : This Is Not Real Love avec Mutya Buena et Heal the Pain avec Paul McCartney. Une édition limitée de Twenty Five est sortie à la même période au format digipack et contient une troisième partie intitulée « For the Loyal ». Cette partie comporte une nouvelle chanson intitulée Understand. Les nouvelles chansons de George Michael étaient également disponibles sur le site internet du chanteur en téléchargement.
Aux États-Unis, la chanson Freedom de Wham! est remplacée par une reprise de Feeling Good et la chanson The First Time Ever I Saw Your Face remplace Round Here.

## Classements
Au Royaume-Uni, Twenty Five a atteint la 1re place du UK Albums Chart pendant une semaine. Aux États-Unis, la compilation a atteint la 23e place du Billboard 200. En janvier 2017, après la mort de George Michael, Twenty Five revient à la 12e place du hit-parade américain.

## Liste des chansons
| 1.  | Everything She Wants (avec Wham!)        | George Michael                                                                             |                                                       | 6:33 |
| 2.  | Wake Me Up Before You Go-Go (avec Wham!) | George Michael                                                                             |                                                       | 3:52 |
| 3.  | Freedom (avec Wham!)                     | George Michael                                                                             | Remplacée par Feeling Good pour la version américaine | 5:20 |
| 4.  | Faith                                    | George Michael                                                                             |                                                       | 3:13 |
| 5.  | Too Funky                                | George Michael                                                                             |                                                       | 3:45 |
| 6.  | Fastlove                                 | George Michael, Patrice Rushen (sample de Forget Me Nots)                                  |                                                       | 5:27 |
| 7.  | Freedom! '90                             | George Michael                                                                             |                                                       | 6:30 |
| 8.  | Spinning the Wheel                       | Jon Douglas et George Michael                                                              |                                                       | 6:09 |
| 9.  | Outside                                  | George Michael                                                                             |                                                       | 4:44 |
| 10. | As (avec Mary J. Blige)                  | Stevie Wonder                                                                              |                                                       | 4:42 |
| 11. | Freeek!                                  | George Michael                                                                             |                                                       | 4:33 |
| 12. | Shoot the Dog                            | George Michael, Ian Burden et Phil Oakey (sample de Love Action (I Believe in Love))       |                                                       | 5:08 |
| 13. | Amazing                                  | Johnny Douglas et George Michael                                                           |                                                       | 4:24 |
| 14. | Flawless (Go to the City)                | Paul Alexander, Eric Matthew, George Michael, Olivier Stumm, Gary Turnier et Nashom Wooden |                                                       | 4:50 |
| 15. | An Easier Affair                         | Kevin Ambrose, Ruadhri Cushnan, Niall Flynn et George Michael                              |                                                       | 4:36 |
| 16. | Kissing a Fool                           | George Michael                                                                             | Titre bonus de la version japonaise                   | 4:34 |

| 1.  | Careless Whisper                                  | George Michael et Andrew Ridgeley                |                                                                              | 5:00 |
| 2.  | Last Christmas (avec Wham!)                       | George Michael                                   |                                                                              | 4:27 |
| 3.  | A Different Corner                                | George Michael                                   |                                                                              | 4:03 |
| 4.  | Father Figure                                     | George Michael                                   |                                                                              | 5:37 |
| 5.  | One More Try                                      | George Michael                                   |                                                                              | 5:53 |
| 6.  | Praying for Time                                  | George Michael                                   |                                                                              | 4:41 |
| 7.  | Heal the Pain (avec Paul McCartney)               | George Michael                                   |                                                                              | 4:41 |
| 8.  | Don't Let the Sun Go Down on Me (avec Elton John) | Elton John et Bernie Taupin                      |                                                                              | 5:47 |
| 9.  | Jesus to a Child                                  | George Michael                                   |                                                                              | 6:49 |
| 10. | Older                                             | George Michael                                   |                                                                              | 5:32 |
| 11. | Round Here                                        | George Michael                                   | Remplacée par The First Time Ever I Saw Your Face pour la version américaine | 5:55 |
| 12. | You Have Been Loved                               | David Austin et George Michael                   |                                                                              | 5:28 |
| 13. | John and Elvis Are Dead                           | David Austin et George Michael                   |                                                                              | 4:24 |
| 14. | This Is Not Real Love (avec Mutya Buena)          | Ruadhri Cushnan, James Jackman et George Michael |                                                                              | 4:54 |
| 15. | Club Tropicana (avec Wham!)                       | George Michael et Andrew Ridgeley                | Titre bonus de la version japonaise                                          | 4:25 |

| 1.  | Understand                              | George Michael                                                           |                                                              | 5:55 |
| 2.  | Precious Box                            | George Michael                                                           |                                                              | 7:38 |
| 3.  | Roxanne                                 | Sting                                                                    |                                                              | 4:10 |
| 4.  | Fantasy                                 | George Michael                                                           |                                                              | 5:02 |
| 5.  | Cars and Trains                         | Johnny Douglas et George Michael                                         |                                                              | 5:51 |
| 6.  | Patience                                | George Michael                                                           |                                                              | 2:53 |
| 7.  | You Know That I Want To                 | Jon Douglas et George Michael                                            |                                                              | 4:32 |
| 8.  | My Mother Had a Brother                 | George Michael                                                           |                                                              | 6:19 |
| 9.  | If You Were There (avec Wham!)          | The Isley Brothers                                                       |                                                              | 3:43 |
| 10. | Safe                                    | George Michael                                                           |                                                              | 4:25 |
| 11. | American Angel                          | Ruadhri Cushnan, Niall Flynn, James Jackman et George Michael            |                                                              | 4:08 |
| 12. | My Baby Just Cares for Me               | Walter Donaldson et Gus Kahn                                             |                                                              | 1:43 |
| 13. | Brother, Can You Spare a Dime?          | Jay Gorney et Yip Harburg                                                | Extrait de l'abum Pavarotti & Friends for Cambodia and Tibet | 4:27 |
| 14. | Please Send Me Someone (Anselmo's Song) | George Michael, John Barry et Hal David (pour des éléments de Moonraker) |                                                              | 5:25 |
| 15. | Through                                 | George Michael                                                           |                                                              | 4:54 |